# Nendeln
Nendeln es un pueblo de Liechtenstein, situado en el municipio de Eschen.

## Geografía
El pueblo se localiza en el norte de Liechtenstein, sobre la carretera Schaan-Schaanwald que conecta con Buchs (Suiza) y Feldkirch (Austria). Los pueblos más cercanos a Nendeln son Schaanwald, Mauren, Eschen y Planken.

## Transportes
Nendeln cuenta con una estación de tren de la línea Feldkirch-Buchs.